# Parafia Matki Bożej Różańcowej w Lędzinach
Parafia Matki Bożej Różańcowej – rzymskokatolicka parafia znajdująca się w Lędzinach. Parafia należy do dekanatu Lędziny w archidiecezji katowickiej. 
Parafia została erygowana 1 grudnia 1996 jako parafia tymczasowa. W 2004 została parafią pełnoprawną. W tymże roku kościół poświęcił abp Damian Zimoń.